# السی د ولف
 السی د ولف (انگلیسی: Elsie de Wolfe؛ ۲۰ دسامبر ۱۸۶۵ – ۱۲ ژوئیهٔ ۱۹۵۰) یک هنرپیشه اهل ایالات متحده آمریکا بود.